# Lipovu
Lipovu es una comuna ubicada en el distrito de Dolj, Rumania.

## Superficie
Posee una superficie de 40,76 kilómetros cuadrados.

## Demografía
Hasta 2021 la población era de 3208 habitantes, con una densidad de población de 78,70 habitantes por kilómetro cuadrado.